# Comando de la Flota de Mar
El Comando de la Flota de Mar (COFM) es el comando de la Armada Argentina (ARA) para las unidades de superficie. Su asiento se halla en la Base Naval Puerto Belgrano y depende del Comando de Adiestramiento y Alistamiento de la Armada.
Su aniversario el 1 de diciembre conmemora la Expedición Py en 1878.

## Historia
En 1946, se organizaron las fuerzas navales argentinas en la Flota de Mar, las fuerzas de la zona del Plata, de la zona marítima, aéreas y de infantería de marina. Al año siguiente, se creó el Comando de Operaciones Navales, a cargo de los Comandos Naval, de Aviación Naval y de Infantería de Marina.
Por Resolución N.º 1049/81 del comandante en jefe de la Armada, el Comando Naval adquirió el nombre de «Comando de la Flota de Mar» el 1 de enero de 1982.
En enero de 1994, la Armada creó la Fuerza de Infantería de Marina de la Flota de Mar «Teniente de Navío Don Cándido de Lasala», que depende en forma orgánica del COIM, mientras que en el aspecto operativo depende del COFM.